# Terje Formoe
Terje Formoe, född 6 december 1949 i Fredrikstad, är en norsk artist, låtskrivare och författare som främst är känd för att skapat den fiktiva sjörövaren Kapten Sabeltand.
Formoe är utbildad lärare. Han började sin karriär som artist, sångare och det första albumet kom 1975. Han arbetade som marknads- och nöjeschef på Kristiansands djurpark från 1984-94. Där utför han egna musikaliska familjeföreställningar varje sommar, däribland föreställningen om den populära piraten Kapten Sabeltand som visats sedan 1989.